# Barberton (Südafrika)
Barberton ist eine Stadt in der südafrikanischen Provinz Mpumalanga. Sie liegt in der Gemeinde City of Mbombela im Distrikt Ehlanzeni und befindet sich in 877 Metern Höhe im De Kaap Valley, am Nordwestrand der bis zu 1800 Meter hohen Makhonjwa Mountains, die auch Barberton Greenstone Belt genannt werden. Die Stadt mit 11.997 Einwohnern (Volkszählung 2011) liegt 45 Kilometer südlich von Mbombela und 380 Kilometer östlich von Johannesburg.
Ihren Namen erhielt die Stadt nach Graham Hoare Barber (1835–1888), einem Goldsucher, der die Vorkommen 1884 entdeckte und die Gründung der Stadt veranlasste.
Bekannt ist die Stadt unter anderem durch die Schnittblume Gerbera (englisch auch Barberton Daisy genannt), die aus der Umgebung von Barberton stammt.

## Geschichte
1881 wurde von Tom McLachlan in der Umgebung von Barberton Gold gefunden. Jedoch wurde erst zwei Jahre später intensiv Gold in der Gegend abgebaut.
Durch die Goldwirtschaft kam viel Geld nach Barberton. Die erste Börse im damaligen Transvaal öffnete 1887 ihre Pforten. Am Witwatersrand wurden 1898 größere Goldvorkommen entdeckt, nachdem das erste Gold dort bereits 1886 gefunden worden war. Da in der Umgebung von Barberton viele Goldsucher der Malaria erlagen, wanderten die meisten Goldsucher ab. Die Goldbörse wurde nach Johannesburg verlegt.
Noch heute gibt es sechs kleinere aktive Goldminen in der Umgebung der Stadt. Die Sheba Mine zählt mit über 100 Jahren Betriebsdauer zu den ältesten Goldminen der Welt. Die weiteren Minen sind: Agnes Mine, Consort Mine, Worcester Mine und die Fairview Mine (im Jahr 2010 die produktivste in der Gegend).  Bis 2016 war Barberton Sitz der Gemeinde Umjindi, die mit der Gemeinde City of Mbombela zur Gemeinde City of Mbombela fusionierte. Barberton wurde Sitz der neuen Gemeinde.

## Sehenswürdigkeiten
- Barberton Nature Reserve
- Songimvelo Nature Reserve

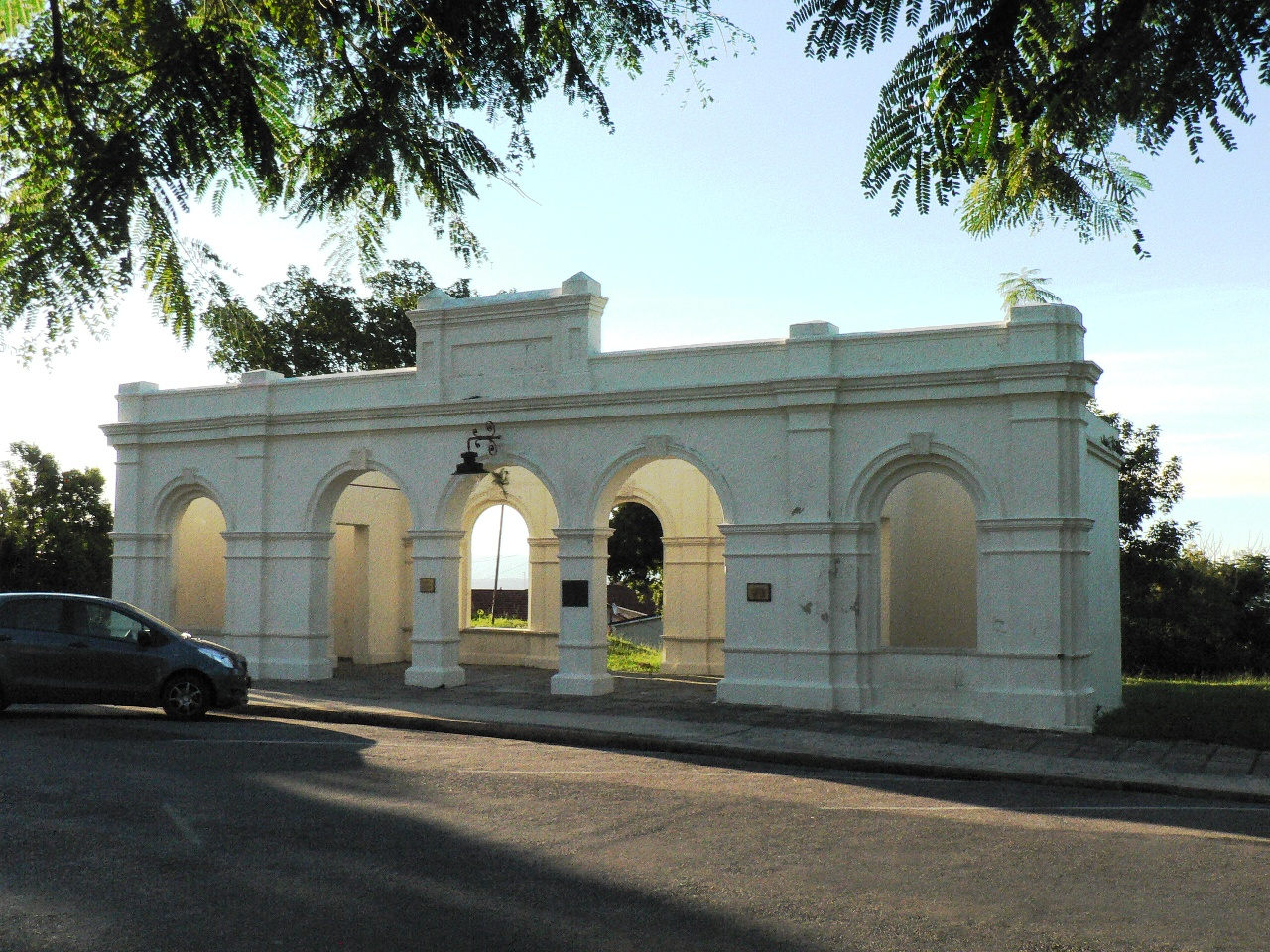
Fassade der historischen Börse

- zwei museal erhaltene Wohnhäuser vom Ende des 18. Jahrhunderts
- historische Börse, von der jedoch nur noch die Fassade erhalten ist
- historische Minentour mit der Möglichkeit, Gold zu waschen
- Fortuna Hiking Trail

Dieser zwei Kilometer lange Wanderweg führt durch einen etwa 600 Meter langen Tunnel, der bereits Ende des 19. Jahrhunderts gebaut wurde und zum Transport des goldhaltigen Erzes von der Fortuna Mine zur Gesteinsmühle diente.
Der Tunnel führt durch Gesteine des Barberton greenstone belt (3,75–3,2 Milliarden Jahre alt), in dem auch die ältesten bisher bekannten Lebewesen aus der etwa 3,5 Milliarden alten Bakterienart Archaeospheroides barbertonensis gefunden wurden. Entlang des Wanderweges findet man über 100 einheimische Baumarten. Zum Vergleich, in ganz Europa gibt es lediglich 67 unterschiedliche einheimische Baumarten.
- Die Materialseilbahn Bulembu–Barberton, einst längste Seilbahn der Welt ohne Zwischenstation, verband bis zur Stilllegung 2001 die Havelock-Asbest-Mine in Eswatini mit dem Bahnhof von Barberton. Sie wurde nicht abgebaut, verfällt aber zusehends.

## Töchter und Söhne der Stadt
- Rupert Rheeder (* 1976), Radrennfahrer
- Russell Tucker (* 1990), Diskuswerfer